# Verige za vklepanje okoli trebuha
Verige za vklepanje okoli trebuha, poznane tudi kot "Martin chain". Gre za fizično omejevanje prostosti zgornjih okončin zapornika, katerega roke so vklenjene. Poleg zgornjega vklepanja, lahko vklenemo tudi gležnje, ki pa so nato z daljšo verigo povezane z zgornjo. Ta pripomoček za transport je bil leta 2019 nagrajen za najbolj inovativen produkt leta s strani NAUMD (North American Association of Uniform Manufacturers and Distributors).